# Dasypogon agathyllus
Dasypogon agathyllus är en tvåvingeart som beskrevs av Walker 1848. Dasypogon agathyllus ingår i släktet Dasypogon och familjen rovflugor. Inga underarter finns listade i Catalogue of Life.